# كي ميلر
كي ميلر (بالإنجليزية: Kei Miller)‏ (24 أكتوبر 1978، كينغستون في جامايكا)؛ روائي جامايكي.